# Cyclosa perkinsi
Cyclosa perkinsi là một loài nhện trong họ Araneidae.
Loài này thuộc chi Cyclosa. Cyclosa perkinsi được Eugène Simon miêu tả năm 1900.